# Portugal au Concours Eurovision de la chanson 1966
Le Portugal a participé au Concours Eurovision de la chanson 1966, le 5 mars à Luxembourg. C'est la 3e participation du Portugal au Concours Eurovision de la chanson.
Le pays est représenté par la chanteuse Madalena Iglésias et la chanson Ele e ela, sélectionnées par la Radio-télévision du Portugal (RTP) au moyen du Festival da Canção.

## Sélection

### Festival da Canção 1966
Le radiodiffuseur portugais, la Radio-télévision du Portugal (RTP, Rádio e Televisão de Portugal), organise l'édition 1966 du Festival da Canção, alors appelé II Grande Prémio TV da Cançao, pour sélectionner l'artiste et la chanson représentant le Portugal au Concours Eurovision de la chanson 1966.
Le Festival da Canção 1966, présenté par Henrique Mendes (pt) et Maria Fernanda, a eu lieu le 15 janvier 1966 aux Estúdios do Lumiar à Lisbonne.

#### Finale
Huit chansons participent au Festival da Canção 1966. Les chansons sont toutes interprétées en portugais, langue officielle du Portugal.
| Ordre | Artiste                | Chanson              | Traduction                    | Points | Place |
| ----- | ---------------------- | -------------------- | ----------------------------- | ------ | ----- |
| 1     | João Maria Tudela (pt) | Outono               | Automne                       | 35     | 4     |
| 2     | Madalena Iglésias      | Ele e ela            | Il et elle                    | 81     | 1     |
| 3     | Sérgio Borges (pt)     | Eu nunca direi adeus | Je ne dirais jamais au revoir | 52     | 2     |
| 4     | João Maria Tudela      | Ai, gracinha!        | Oh, gracinha !                | 10     | 7     |
| 5     | Madalena Iglésias      | Rebeldia             | Rébellion                     | 42     | 3     |
| 6     | António Calvário       | Encontro para amanhã | Rencontre pour demain         | 26     | 5     |
| 7     | Madalena Iglésias      | Caminhos perdidos    | Chemins perdus                | 19     | 6     |
| 8     | Tony de Matos (pt)     | Nada e ninguém       | Rien et personne              | 5      | 8     |

Lors de cette sélection, c'est la chanson Ele e ela interprétée par Madalena Iglésias. À l'Eurovision, l'interprète est accompagné du chef d'orchestre Jorge Costa Pinto (pt).

## À l'Eurovision
Chaque jury d'un pays attribue un, trois ou cinq points à ses trois chansons préférées.

### Points attribués par le Portugal
| 5 points | Espagne  |
| 3 points | Belgique |
| 1 point  | Autriche |

### Points attribués au Portugal
| 5 points  | 3 points | 1 point    |
| --------- | -------- | ---------- |
| - Espagne |          | - Danemark |

Madalena Iglésias interprète Ele e ela en 8e position lors de la soirée du concours, suivant la Finlande et précédant, le futur vainqueur de ce concours, l'Autriche.
Au terme du vote final, le Portugal termine en 13e place sur les 18 pays participants, ayant reçu 6 points au total provenant des jurys danois et espagnol,.